# 조르제 라지치 (수구 선수)
조르제 라지치(세르비아어: Ђорђе Лазић, Đorđe Lazić, 1996년 5월 19일~)는 세르비아의 수구 선수이다. 현재 2020년 하계 올림픽 남자 수구 종목에서 금메달을 획득했다.